# Cycloderma frenatum
Cycloderma frenatum là một loài rùa trong họ Trionychidae. Loài này được Peters mô tả khoa học đầu tiên năm 1854.

## Hình ảnh

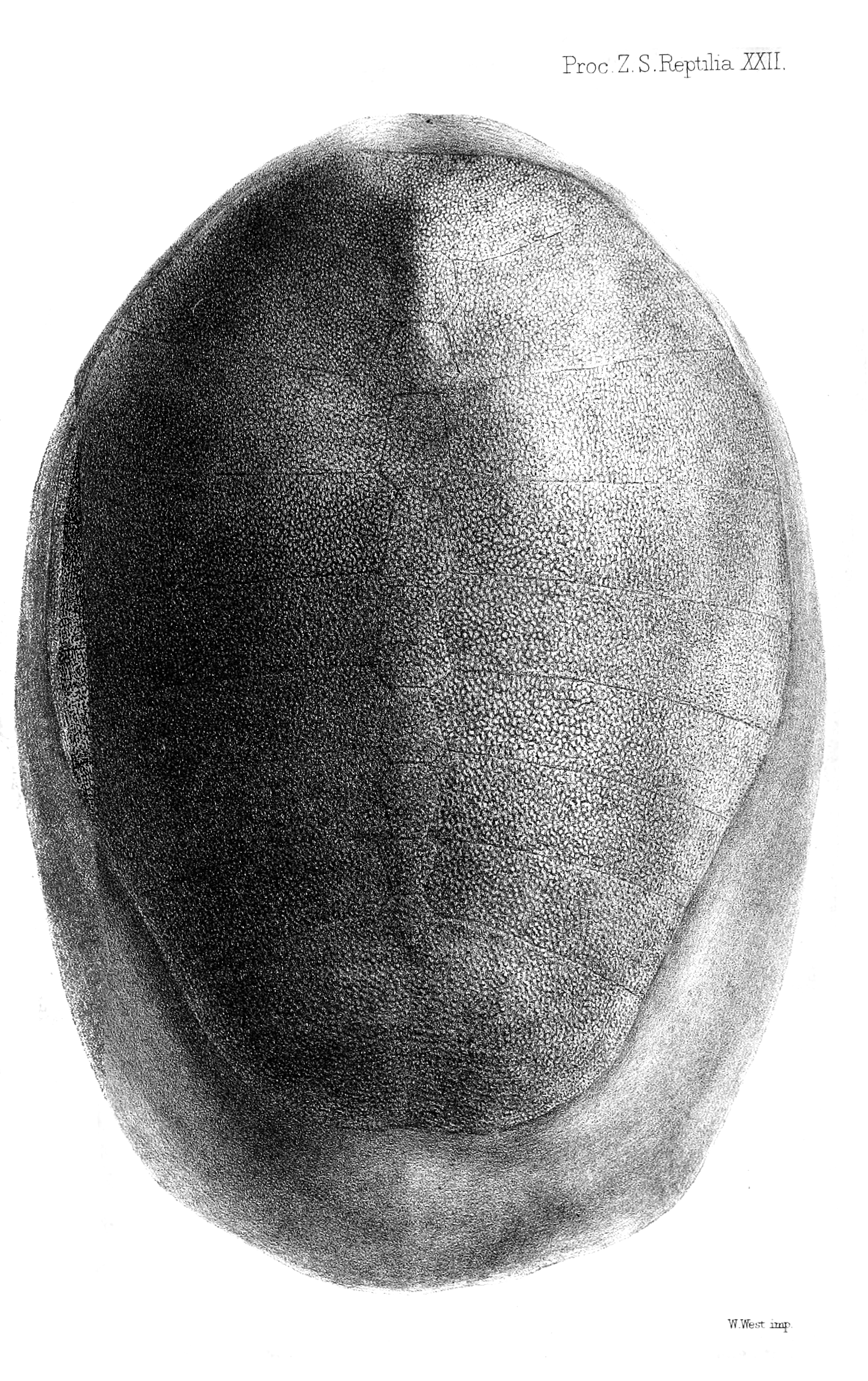
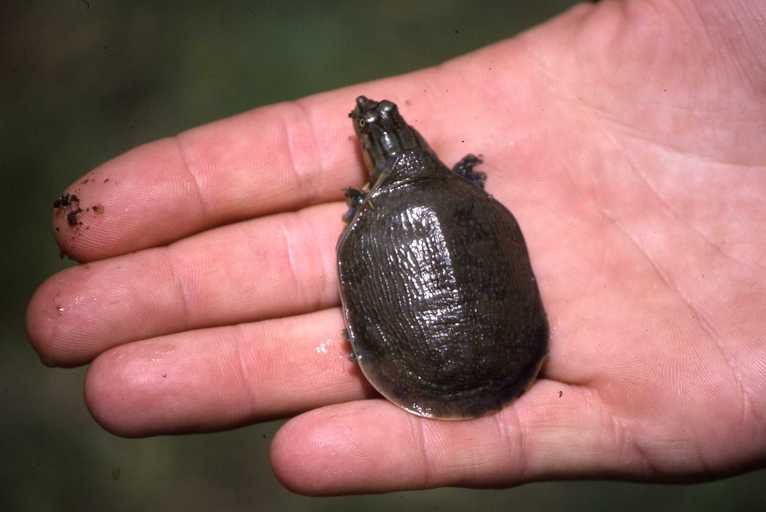